# U.S.A. (album)
U.S.A. (Under Satan’s Authority) – debiutancki i jednocześnie jedyny album amerykańskiej grupy hip-hopowej Flatlinerz, wydany 6 września 1994 roku nakładem wytwórni Def Jam Recordings, a dystrybucją zajęła się PolyGram Records. Wydawnictwo zadebiutowało na 65. miejscu notowania Top R&B/Hip-Hop Albums oraz 24. miejsca listy Heatseekers Albums.
Album został wyprodukowany przez mało znanych wtedy producentów Rockwildera, Crusha, Kool Tee’a, Tempesta oraz DR Perioda. Płytę promowały trzy single do utworów „Live Evil”, który zadebiutował na 28. miejscu notowania Hot Dance Singles Sales oraz 35. miejscu Hot Rap Tracks, „Satanic Verses” oraz „Rivaz of Red”. Do wszystkich singli zostały zrealizowane teledyski, które jednak później zostały zakazane przez stację MTV z powodu swoich treści oraz obrazów przedstawionych w nagraniach.
Pomimo że obecnie U.S.A. uważany jest jako jeden z pionierskich albumów podgatunku horrorcore obok takich albumów jak na przykład 6 Feet Deep grupy Gravediggaz, był on wielokrotnie krytykowany przez recenzentów za treści promujące satanizm, kanibalizm, okultyzm oraz za „monotonnie”. Victor W. Valdivia z AllMusic napisał, że „najgorsze jest to, że lirycznie Flatlinerz są nawet bardziej monotonii niż przeciętny gangsta raper. Przez to, że każdy utwór jest o morderstwach, śmierci i okaleczeniach (…) całość tak nie przeraża, ani nie szokuje a staje się raczej drętwa”.
Z powodu zakazu album sprzedał się w niewielkiej ilości 36 tysięcy kopii co nie pozwoliło na przedłużenie kontraktu z Def Jam Recordings. W wywiadzie Redrum powiedział, że słaba sprzedaż spowodowana była dużą religijnością czarnych ludzi. „Czarni ludzie są troszeczkę bardziej religijni i nie przyjmują tematów okultystycznych. Głównym problemem było to, że ludzie bali się, że pójdą do piekła”. W 1995 roku utwór „Run” znalazł się na ścieżce dźwiękowej do filmu Strach w reżyserii Vincenta Roberta.

## Lista utworów
| #  | Tytuł                                                      | Producent           | Sample | Czas |
| -- | ---------------------------------------------------------- | ------------------- | --- | ---- |
| 1  | „Intro”                                                    |                     | | 2:27 |
| 2  | „Good Day To Die” (feat. Gravemen, Kool Tee, Mayhem, Omen) | Crush, Kool Tee     | | 5:10 |
| 3  | „Scary-Us”                                                 | Crush, Kool Tee     | - Long Island Poison Control – „This Is Serious PSA”                                                                             | 3:42 |
| 4  | „Flatline”                                                 | Rockwilder, Tempest | - EPMD – „Crossover” - Showbiz & A.G. – „Party Groove (Instrumental)”                                                            | 4:18 |
| 5  | „Sonic Boom”                                               | Rockwilder, Tempest | - Isao Abe / Yōko Shimomura – „Guile” - Sue Ann Carwell – „7 Days, 7 Nights”                                                     | 4:19 |
| 6  | „Brooklyn / Queens” (skit)                                 | Rockwilder, Tempest | | 0:24 |
| 7  | „718”                                                      | Rockwilder, Tempest | - The Jimmy Castor Bunch – „It’s Just Begun” - Gang Starr – „Step in the Arena” - Nas – „Halftime” - Stetsasonic – „Go Stetsa I” | 4:11 |
| 8  | „Run”                                                      | Crush, Kool Tee     | - Run-D.M.C. – „Rock Box” | 3:25 |
| 9  | „Body N’ A Blunt” (skit)                                   |                     | - Al Tabor – „Hokey Cokey” | 0:17 |
| 10 | „Whydyadoit” (skit)                                        | Rockwilder, Tempest | | 1:00 |
| 11 | „Takin’ Em Underground”                                    | Rockwilder, Tempest | | 4:56 |
| 12 | „Graveyard Nightmare” (feat. Rockwilder)                   | Rockwilder          | | 4:08 |
| 13 | „One Armed Bandit” (skit)                                  | Tempest             | | 0:55 |
| 14 | „Rivaz Of Red”                                             | Rockwilder, Tempest | - Brother to Brother – „I’m Gonna Take Your Love” - Redman – „Tonight’s Da Night”                                                | 4:32 |
| 15 | „Satanic Verses” (feat. The Headless Horsemen)             | DR Period           | | 4:23 |
| 16 | „War Zone”                                                 | DR Period           | | 3:15 |
| 17 | „Beware...” (Satanic Verses Skit)                          | Tempest             | | 1:01 |
| 18 | „Live Evil”                                                | DR Period           | - Jerry Goldsmith – „Ave Satani”                                                                                                 | 3:51 |

## Notowania
| Rok  | Notowania | Notowania | Sprzedaż         |
| Rok  | USA R&B   | USA Heat  | Sprzedaż         |
| ---- | --------- | --------- | ---------------- |
| 1994 | 65        | 24        | - USA: 36 tys. + |

| Rok  | Tytuł            | Notowania | Notowania |
| Rok  | Tytuł            | Hot Dance | Hot Rap   |
| ---- | ---------------- | --------- | --------- |
| 1994 | „Live Evil”      | 28        | 35        |
| 1994 | „Satanic Verses” | –         | –         |
| 1994 | „Rivaz of Red”   | –         | –         |